# Maurice Drake
Sir Frederick Maurice Drake QC DFC (* 15. Februar 1923; † 6. April 2014) war ein britischer Jurist, der zunächst Rechtsanwalt war sowie später zwischen 1991 und 1995 als Vorsitzender Richter des für England und Wales zuständigen High Court of Justice den Vorsitz bei einigen der profiliertesten Verleumdungsklagen dieser Zeit führte.

## Leben

### Zweiter Weltkrieg, Studium und Rechtsanwalt
Drake absolvierte seine schulische Ausbildung an der St George’s School in Harpenden und leistete während des Zweiten Weltkriegs seinen Militärdienst in der Royal Air Force im No. 96 Squadron und No. 255 Squadron. Aufgrund seiner Kurzsichtigkeit war es ihm jedoch nicht möglich, eine Ausbildung zum Piloten zu absolvieren, so dass er als Navigator in Kampfflugzeugen vom Typ Bristol Beaufighter eingesetzt wurde. Am 16. Juli 1943 wurde er zum Flight Sergeant befördert.
Nach einer Reihe erfolgreicher Einsätze gegen feindliche Flugzeuge wurde ihm am 7. April 1944 als Leutnant (Pilot Officer) das Distinguished Flying Cross (DFC) verliehen.
Nach Kriegsende begann Drake 1945 ein Studium der Rechtswissenschaften am Exeter College der University of Oxford und erhielt nach Studienabschluss 1950 seine anwaltliche Zulassung bei der Anwaltskammer (Inns of Court) von Lincoln’s Inn. Im Anschluss nahm er eine Tätigkeit als Rechtsanwalt im Bereich der Anwaltskammer von Inner Temple auf, wo er in den folgenden Jahren eine Kanzlei für Verfahren aus dem Common Law befasste, aber auch mit Strafrecht, Tort Law, Vertrags- und Verleumdungsrecht. Daneben beschäftigte er sich auch mit lukrativen Verfahren aus dem Lizenzrecht, so dass er oftmals Rechtsvertreter des Glücksspiel- und Sportwettenunternehmens Ladbrokes und ähnlicher Unternehmen war. Für seine Verdienste wurde er am 23. April 1968 zum Kronanwalt (Queen’s Counsel) ernannt.
Zu seinen Mandanten gehörte die Sozialaktivistin Mary Whitehouse, der Schadensersatzansprüche gegen Ned Sherrin wegen eines Witzes in der BBC-Satiresendung Not So Much a Programme, More a Way of Life. Weiterhin vertrat er den Sänger Les McKeown von den Bay City Rollers, der zu einer Haftstrafe von drei Monaten verurteilt wurde, nachdem dieser Fotografen bei einem Popkonzert angegriffen hatte, sowie den britischen Faschisten Oswald Mosley.
Drake war 1973 als Klagevertreter auch an allen drei sogenannten Terror Pickets-Verfahren vor dem Crown Court von Shrewsbury beteiligt. Die Angeklagten dieser Verfahren waren die Anführer von 300 Streikposten, die 1972 ein Baugrundstück in Shropshire besetzten. Laut Drake verhielten sie sich dabei „wie eine Horde Apachen“ (‚like a hoard of Apache Indians‘) und riefen dabei: „Tötet, tötet, tötet kapitalistische Bastards. Dies ist kein Streik, dies ist eine Revolution“ (‚Kill, kill, kill, capitalist bastards. This is not a strike, it is a revolution‘).
Die Schuldsprüche beseitigten Ängste, dass die bestehenden Gesetze nicht streng genug waren, um gegen terroristische Taktiken bei Streiks vorzugehen. Ihnen folgte ein Druck der Regierung auf Polizeipräsidenten (Chief Constables), ihre Zurückhaltung beim Vorgehen gegen Streiks aufzugeben aus Furcht vor politischen Konsequenzen.

### Richter und Vorsitzender Richter am High Court of Justice
1966 wechselte Drake in den Richterdienst und war zunächst bis 1971 stellvertretender Vorsitzender des Quartalsgerichts (Court of Quarter Sessions) von Bedfordshire sowie anschließend von 1972 bis 1978 Berichterstatter (Recorder) am Crown Court. Für seine Verdienste wurde er am 23. April 1968 zum Kronanwalt (Queen’s Counsel) ernannt.
Daneben fungierte er von 1975 bis 1978 als stellvertretender Vorsitzender des Gerichtsbezirks für die Midlands und Oxfordshire (Midland and Oxford Circuit).
Am 3. März 1978 wurde Drake zum Richter an dem für England und Wales zuständigen High Court of Justice berufen, wo er an der Kammer für Zivilsachen (Queen’s Bench Division) tätig war. Am 2. Juni 1978 wurde er zum Knight Bachelor geschlagen und führte fortan den Namenszusatz „Sir“. Zugleich fungierte er zwischen 1979 und 1983 als Vorsitzender Richter des Midland and Oxford Circuit.
Das Verfahren wegen der Ermordung des dreizehnjährigen Zeitungsjungen Carl Bridgewater 1978 war eines der ersten Verfahren Drakes in dieser Kammer. In dem Verfahren musste er sich mit der Schwierigkeit auseinandersetzen, dass einer der Angeklagten gestanden und seine drei Mitangeklagten belastet hatte, im Gerichtsverfahren die Zeugenaussage verweigerte. Der Fall gelangte später zu weiterer Bekanntheit als 1997 die Schuldigsprechung der Angeklagten nach Vermutungen gekippt wurde, dass die Polizei Beweise fabriziert hatte, um das wichtige Geständnis abzusichern. Während der langen Kampagne zur Aufhebung der Schuldsprüche wurde jedoch keine Kritik an der Prozessführung Drakes im ursprünglichen Verfahren erhoben. Nach dem Bridgewater-Prozess wuchs Drakes Ruf als einer der erfahrensten Prozessrichter der Queen’s Bench Division.
Neben seiner richterlichen Tätigkeit war er zwischen 1985 und 1986 auch Vize-Vorsitzender des Bewährungsausschusses (Parole Board) sowie zugleich von 1985 bis 1995 Berufungsrichter am Berufungsgericht für Rentenangelegenheiten (Pensions Appeal Tribunal). Weiterhin war Drake, der Mitglied der Liberal Party war, für eine Wahlperiode Bürgermeister von St Albans.
Nach dem Rücktritt von Michael Davies 1991 wurde er Vorsitzender Richter am High Court of Justice und führte als solcher bis 1995 den Vorsitz bei einigen der profiliertesten Verleumdungsklagen dieser Zeit.

#### Jason Donovan-Verleumdungsklage 1992
Eine der ersten Verleumdungsprozesse unter dem Vorsitz Drakes betraf den Schauspieler Jason Donovan, dem 1992 Schadensersatz in Höhe von 200.000 Pfund Sterling zugesprochen wurde, nachdem in einem Artikel in der Zeitschrift Face behauptet wurde, dass er homosexuell sei und über seine Sexualität gelogen hätte. Drake legte der Jury nnah, dass jemanden schwul zu nennen in den 1990er Jahren wahrscheinlich nicht diffamierend und das Sache höchst umstritten ist. Aber die zusätzliche Beleidigung, dass Donovan ein Heuchler und Scheinheiliger sei, führten zu der richterlichen Entscheidung zugunsten des Klägers.
Die vor dem Gericht versammelten weiblichen Fans schrieen, nachdem der Schauspieler nach Verlassen des Gerichtssaals erklärte, dass er heterosexuell sei, „Es gibt Gerechtigkeit! Es gibt Gerechtigkeit!“ (‚There is justice! There is justice!‘).

#### Gillian Taylforth-Verleumdungsklage 1994
Sein dramatischster Fall war vermutlich die Gillian-Taylforth-Verleumdungsklage 1994, die aus einem Artikel in der Boulevardzeitung The Sun resultierte, der beschrieb wie die Schauspielerin mit ihrem Verlobten in ihrem Range Rover auf einer Nebenstraße der A1 road eine „schamlose Handlung“ (‚indecent act‘) begangen hätte. Zahlreiche der Beweise in diesem Verfahren waren so klangvoll, dass einige Kommentatoren fragten, ob diese nicht das Vertrauen gegenüber und in das Rechtssystem untergraben würden. Die Korrektheit des Verfahrens wurde durch die direkte Art des Barrister George Carman in Aussprüchen wie „Ich unterstelle, wenn wir zum Ursprung zurückgehen, dass sie ihm einen Blow Job gegeben haben, weil sie beide einen glücklichen Tag hatten“ (‚I suggest, if we go back to basics, that you were giving him a blow job because you had both had a merry day‘) beeinträchtigt, wobei Drake es bestimmt zu haben schien, dass die Jury das Gesamtbild erhalten sollte.
Unter den Beweismitteln, deren Augenscheinnahme er der Jury zubilligte, gehörte ein sechs Jahre altes Video, das die Schauspielerin aus der Fernsehserie EastEnders zeigt, wie sie auf einer Feier mit einer Bratwurst spielt und das von Carmander genutzt wurde, um die Erklärung der Schauspielerin zu widerlegen, dass sie keine Exhibitionistin sei. Weitaus unüblicher war es, dass Drake es den Prozessbeteiligten erlaubte, den Parkplatz des High Court of Justice zu betreten, wo Gillian Taylforth das nachspielen wollte, was sie selbst als eine unschuldige tröstende Geste gegenüber ihrem erkrankten Verlobten bezeichnete. Im Anschluss simulierten zwei Reporter von The Sun, die kaum ihr Kichern unterdrücken konnten, in einem anderen Fahrzeug die Version der Ereignisse, die letztlich von der Jury geglaubt wurde.

#### Weitere bedeutende Verfahren
Weitere bekannte Verfahren, über die Drake zu entscheiden hatte, betrafen Teresa Gorman, eine Politikerin der Conservative Party, die zwischen 1987 und 2001 den Wahlkreis Billericay im House of Commons vertrat. Ihr wurden 150.000 Pfund Sterling zugesprochen wurden, nachdem ein Wähler sie kurz vor einem Wahltermin in einem Pamphlet verleumdet hatte. Die Summe wurde im Berufungsverfahren allerdings auf 60.000 Pfund Sterling reduziert.
Weitere Prozesse betrafen Claire Latimer, die als Catering-Unternehmerin 10 Downing Street belieferte und der das Satire-Magazin Scallywag eine Liebesbeziehung zu Premierminister John Major nachsagte, Mona Bauwens, die Freundin des konservativen Ministers David Mellor, wegen einer Klage gegen die Zeitung The People, sowie den Unternehmer Richard Branson, bei dem sich British Airways wegen einer Schmutzkampagne entschuldigen musste.
Drake führte auch den Vorsitz in einem Verfahren zwischen der Ehefrau des Architekten Norman Foster und Zollbeamten des Flughafens London Heathrow wegen des Vorwurfs einer ungerechtfertigten Festnahme und verleumderisches Verhalten in der Öffentlichkeit. Die Jury kam nicht zu einem Schuldspruch, während der Verteidiger die Klägerin als „unerträglich herrschaftlich“ (‚insufferably grand‘) bezeichnete.
Drake wirkte daneben soweit notwendig auch bei bekannten Strafprozessen mit und verurteilte einen 15-jährigen Brandstifter zu sechs Mal lebenslanger Haftstrafe, nachdem dieser zugegeben hatte, ein Feuer in einem Kaufhaus gelegt zu haben, bei dem zwei Rentner starben sowie 82 andere Kaufhauskunden verletzt wurden. Im darauf folgenden Jahr verurteilte er einen Ladendieb zu fünf Jahren Haft wegen Totschlags an seinem Verfolger und hoffte vor dem Hintergrund der öffentlichen Diskussion und der bestehenden Richtlinien des Court of Appeal, dass das Urteil zu höheren Strafen für Totschlag führen würde.
In einem anderen Verfahren wies er die Schadensersatzklage des Fußballspielers Paul Elliott vom FC Chelsea gegen den walisischen Fußballnationalspieler Dean Saunders wegen eines Fouls ab, das zum Karriereende Elliotts geführt hatte. Allerdings entschied er grundsätzlich, dass Spieler in Kontaktsportarten nicht einem Risiko zu ernsthaften Verletzungen zugestimmt hätten, sondern jedes Recht hätten, bei Gerichten eine Wiedergutmachung einzuklagen.

### Freimaurer
Nach seinem Rücktritt 1995 gab er öffentlich bekannt, dass er seit 1948 Freimaurer sei, und begründete dies damit, dass er es mehr als eine Gelegenheit für harmlose Schauspielerei, gute Abendessen und Freundschaften sah, als für geheime Abkommen und Karriereförderung. Jede Art von Konspiration wurde jedoch von ihm zurückgewiesen:
„Ein Außenstehender wird möglicherweise sagen, dass dies eine Menge erwachsener Männer sind, die sich wie Kinder benehmen. Ich kann das verstehen, aber es ist andererseits jede Menge Spaß. Wenn ich versuchen würde, jemanden zu verurteilen, und sie würden mir ein Zeichen geben oder sonst was, würde ich mich selbst zurückhalten, das Urteil zu erhöhen.“
‚An outsider might say it is a lot of grown men behaving like children. I can understand that, but it is fun all the same. If I were trying to sentence somebody and they tried to signal me or whatever, I would have to restrain myself from increasing the sentence.‘